# Communauté de communes du Pays Rochois
Die Communauté de communes du Pays Rochois ist ein französischer Gemeindeverband mit Rechtsform einer Communauté de communes im Département Haute-Savoie, dessen Verwaltungssitz sich in dem Ort La Roche-sur-Foron befindet. Das Gebiet seiner Mitgliedsgemeinden umfasst einen Abschnitt der breiten Talebene der Arve am Nordfuß der Bornes-Alpen. Der Ende 1999 gegründete Gemeindeverband besteht aus neun Gemeinden und zählt 29.529 Einwohner (Stand 2022) auf einer Fläche von 93,85 km², sein Präsident ist Marin Gaillard.

## Aufgaben
Zu den vorgeschriebenen Kompetenzen gehören die Entwicklung und Förderung wirtschaftlicher Aktivitäten und des Tourismus sowie die Raumplanung auf Basis eines Schéma de Cohérence Territoriale. Der Gemeindeverband bestimmt die Wohnungsbaupolitik. Er betreibt die Abwasserentsorgung, die Müllabfuhr und ‑entsorgung sowie den öffentlichen Nahverkehr und den Schulbusverkehr. Zusätzlich fördert der Verband Sportveranstaltungen.

## Mitgliedsgemeinden
Folgende neun Gemeinden gehören der Communauté de communes du Pays Rochois an:
| Gemeinde                               | Einwohner 1. Januar 2022 | Fläche km² | Dichte Einw./km² | Code INSEE | Postleitzahl |
| -------------------------------------- | ------------------------ | ---------- | ---------------- | ---------- | ------------ |
| Amancy                                 | 2.786                    | 8,62       | 323              | 74007      | 74800        |
| Arenthon                               | 1.998                    | 11,47      | 174              | 74018      | 74800        |
| Cornier                                | 1.468                    | 6,78       | 217              | 74090      | 74800        |
| Etaux                                  | 2.109                    | 13,69      | 154              | 74116      | 74800        |
| La Chapelle-Rambaud                    | 251                      | 4,27       | 59               | 74059      | 74800        |
| La Roche-sur-Foron                     | 11.239                   | 17,94      | 626              | 74224      | 74800        |
| Saint-Laurent                          | 836                      | 10,96      | 76               | 74244      | 74800        |
| Saint-Pierre-en-Faucigny               | 7.848                    | 14,91      | 526              | 74250      | 74800        |
| Saint-Sixt                             | 994                      | 5,21       | 191              | 74253      | 74800        |
| Communauté de communes du Pays Rochois | 29.529                   | 93,85      | 315              | –          | –            |